# Old Money (Симпсоны)
«Old Money» (с англ. — «Старые деньги») — семнадцатая серия второго сезона мультсериала «Симпсоны». Впервые вышла 28 марта 1991 года на телеканале «Fox».

## Сюжет
Симпсоны решили воскресенья проводить с дедушкой. В тот же день в доме престарелых, где живёт дед, случайно путают таблетки, таким образом, Абрахам Джей Симпсон знакомится с очаровательной старушкой Беатрис Симонс. Они влюбляются друг в друга, но тут настало воскресенье, которое совпало с днём рождения Биа, и Гомер с семьей повезли дедушку на «Львиное сафари со скидкой». Пришлось Симпсонам провести ночь в машине, так как на их машине решили переночевать львы. Как только семья выбралась на свободу, сразу же поехали в дом престарелых. Оказывается, Беатрис умерла прошлой ночью от разрыва желудочка, но дедушка уверен, что от разбитого сердца. Из-за этого он ссорится с Гомером.
Вскоре адвокат Лайнел Хатц сообщает, что Биа завещала своё состояние Абрахаму. Поначалу он тратит их на развлечения, но вскоре понимает, что раз они не приносят ему удовольствия, нужно их отдать тем, кто действительно в них нуждается. Лиза подала идею раздать их беднякам из трущоб, а Джаспер — поехать в казино. В казино дедушка выиграл пять тысяч, но Гомер вовремя его останавливает. Деньги Беатрис Симонс дедушка тратит на улучшение дома престарелых, оборудованного по последнему слову техники. В память о своей любимой Эйб открывает обеденный зал.

## Культурные отсылки
- Сцена, где Эйб и Симонс эротично едят лекарства, флиртуя друг с другом, отсылка к фильму «Том Джонс».
- В очереди к дедушке за деньгами стоят Джокер и Дарт Вейдер.
- Когда семья Симпсонов решает, куда поехать с дедушкой в следующий раз, Гомер предлагает Таинственное место Спрингфилда — это отсылка к «Загадочному месту» — достопримечательности в Калифорнии.
- Первое появление профессора Фринка.